# كورنيل ناجي
كورنيل ناجي (بالمجرية: Nagy Kornél) مواليد 21 نوفمبر 1986 في المجر، هو لاعب كرة يد مجري يلعب كظهير أيسر. يلعب حاليا مع نادي دونكيرك لكرة اليد ويحمل الرقم 6. مثل منتخب المجر لكرة اليد.

## سجل المنافسة
شارك في البطولات التالية:
- بطولة العالم لكرة اليد للرجال 2007
- بطولة العالم لكرة اليد للرجال 2011
- بطولة العالم لكرة اليد للرجال 2013
- بطولة أوروبا لكرة اليد للرجال 2008
- بطولة أوروبا لكرة اليد للرجال 2010
- بطولة أوروبا لكرة اليد للرجال 2012
- بطولة أوروبا لكرة اليد للرجال 2014
- بطولة أوروبا لكرة اليد للرجال 2016

## الإنجازات
- كأس أوروبا لكرة اليد:
  - النهائي: 2012

## روابط خارجية
- كورنيل ناجي على موقع الاتحاد الأوروبي لكرة اليد (الإنجليزية)
- كورنيل ناجي على موقع الاتحاد الفرنسي لكرة اليد (الفرنسية)